# Pegasus laternarius
Pegasus laternarius é uma espécie de peixe da família Pegasidae.
Pode ser encontrada nos seguintes países: China, Japão, Taiwan e Tailândia.